# Els nois del costat
Els nois del costat (títol original: The Boys Next Door) és una pel·lícula estatunidenca dirigida per Penelope Spheeris, estrenada l'any 1985. Ha estat doblada al català.

## Argument
Roy Alston i Bo Richards, dos marginats de l'institut abocats a un futur apagat, abandonen la seva petita ciutat després de la cerimònia de diplomatura per fer una volta a Los Angeles. A la carretera, els dos joves entren en una espiral de violència.

## Repartiment
- Charlie Sheen: Bo Richards
- Maxwell Caulfield: Roy Alston
- Patti De Arbanville: Angie
- Christopher McDonald: l'inspector Mark Woods
- Hank Garrett: l'inspector Ed Hanley
- Moon Uneix Zappa: Nancy
- Dawn Schneider: Bonnie
- Kurt Christian: Shakir
- Grant Heslov: Joe Gonzales